# Summer Game Fest
La Summer Game Fest è una fiera di videogiochi organizzata annualmente da Geoff Keighley a partire dal 2020. 

## Edizioni
| #  | Anno | Periodo                         | Città          |
| -- | ---- | ------------------------------- | -------------- |
| 1ª | 2020 | 1º maggio 2020 – 24 agosto 2020 | Inglewood (CA) |
| 2ª | 2021 | 10 giugno 2021 – 22 luglio 2021 | Inglewood (CA) |
| 3ª | 2022 | 9 giugno 2022 – 12 giugno 2022  | Inglewood (CA) |
| 4ª | 2023 | 8 giugno 2023 – 11 giugno 2023  | Inglewood (CA) |
| 5ª | 2024 | 7 giugno 2024 – 10 giugno 2024  | Inglewood (CA) |
| 6ª | 2025 | 6 giugno 2025 – 9 giugno 2025   | Inglewood (CA) |

### 2020
La Summer Game Fest del 2020 si è svolta dal 1° maggio al 24 agosto.
- Crash Bandicoot 4
- Star Wars Squadrons

### 2021
La Summer Game Fest del 2021 si è svolta dal 10 giugno al 22 luglio.
- Among Us
- Back 4 Blood
- Call of Duty: Warzone
- Elden Ring
- Jurassic World Evolution 2
- Overwatch 2
- Planet of Lana
- Salt and Sacrifice
- Tales of Arise

### 2022
La Summer Game Fest del 2022 si è svolta dal 9 giugno al 12 giugno.
- Call of Duty: Modern Warfare II
- The Callisto Protocol
- Goat Simulator 3
- Gotham Knights
- Honkai: Star Rail
- Marvel's Midnight Suns
- Neon White
- One Piece Odyssey
- The Quarry
- Street Fighter 6
- Teenage Mutant Ninja Turtles
- Warhammer 40.000: Darktide

### 2023
La Summer Game Fest del 2023 si è svolta dall'8 giugno all'11 giugno.
- Alan Wake II
- Mortal Kombat 1
- Spider-Man 2

### 2024
La Summer Game Fest del 2024 si è svolta dal 7 giugno al 10 giugno.
- Batman: Arkham Shadow
- Black Myth: Wukong
- Civilization VII
- Dragon Ball: Sparking! Zero
- Enotria: The Last Song
- Honkai: Star Rail
- Kingdom Come: Deliverance II
- Metaphor: ReFantazio
- Monster Hunter Wilds
- Star Wars Outlaws

### 2025
La Summer Game Fest del 2025 si è svolta dal 6 giugno al 9 giugno.